# اثر زاویه تابش بر اقلیم
اثر زاویه تابش بر اقلیم (به انگلیسی: Effect of Sun angle on climate) مقدار انرژی گرمایی دریافتی در هر نقطه از کره زمین تأثیر مستقیم زاویه تابش خورشید بر آب‌وهوا است، زیرا زاویه برخورد نور خورشید به زمین بر اساس مکان، زمان روز و فصل به دلیل گردش زمین به دور خورشید و چرخش زمین متفاوت است. حول محور کج شده آن تغییر فصلی در زاویه تابش نور خورشید، ناشی از کج شدن محور زمین، مکانیسم اساسی است که منجر به هوای گرم‌تر در تابستان نسبت به زمستان می‌شود. عامل مؤثر دیگر تغییر در طول روز است.

تصویر ۱ این نمودار نشان می‌دهد که چگونه نور خورشید در مناطق قطبی بر یک سطح وسیع‌تر پخش می‌شود. علاوه بر چگالی نور ورودی، پراکندگی نور در جو نیز هنگامی که نور با زاویه کم وارد می‌شود بیشتر است.

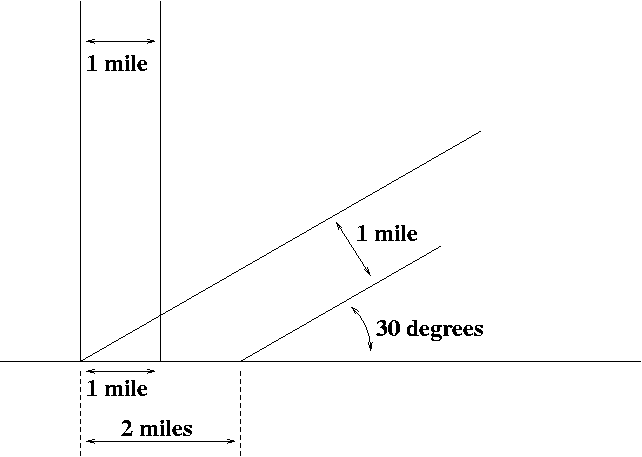
تصویر ۲ یک پرتو خورشید با عرض یک مایل به زمین با زاویه ۹۰ درجه می‌تابد و دیگری با زاویه ۳۰ درجه. پرتو با زاویه کم‌تر، دو برابر سطح بیشتری را با همان میزان انرژی نور می‌پوشاند.